# Abu Safyan
Abu-Safyan fou un llegendari rei d'Al-Bara, una ciutat del Djabal al-Zawiya al nord d'Apamea i a l'oest de Maarat an-Numan. Segons la tradició el fill del califa Abu-Bakr as-Siddiq, Abd-ar-Rahman, estimava la filla d'Abu-Safyan, Ilhayfa o Luhayfa. Abu-Bakr va ordenar a Abu-Safyan d'adoptar la religió musulmana, i aquest s'hi va negar i es va iniciar el combat. Els campions de l'islam, Úmar i Khàlid ibn al-Walid, cridats per l'arcàngel Gabriel, van acudir i van derrotar Abu-Safyan que va morir, i tot el país va passar al califat.